# Koeleria kurtzii
Koeleria kurtzii är en gräsart som beskrevs av Eduard Hackel och Fritz Federico Kurtz. Koeleria kurtzii ingår i släktet tofsäxingar, och familjen gräs. Inga underarter finns listade i Catalogue of Life.